# Xiao Qiao
Pour un article plus général, voir Deux Qiao.
Xiao Qiao (小乔) (entre 176 et 187 — entre 213 et 222) était la femme de Zhou Yu et la fille de Qiao Xuan.
Âgée de quatorze ans, elle aide son époux du mieux qu'elle peut pour le soulager du champ de bataille.
Sa grande sœur Da Qiao et elle furent surnommées par les gens les « deux Qiao » en raison de leur grande beauté. Elles étaient considérées comme les femmes les plus belles du monde, à l'époque. Elles étaient célèbres dans toute la Chine.